# 张家界大峡谷玻璃桥
张家界大峡谷玻璃桥（官方名称：云天渡）是一座位于中国湖南省张家界市武陵源風景名勝區的跨张家界大峡谷的橋梁，为吸引游客，采用全透明的玻璃桥面。

## 历史
2016年8月20日向游客开放，当时是世界上最长和最高的玻璃底座桥梁，长430米，宽6米，高260米。桥跨越了张家界国家森林公园的两个山脉之间的峡谷。 桥梁的设计是以色列建筑师Haim Dotan，2018年获国际桥梁大会颁发的亚瑟·海顿奖。